# Eugeen Frans Verpoorten
Frans Eugeen Verpoorten (Hasselt, 21 november 1895 - Kermt, 14 april 1956) was een Belgisch volksvertegenwoordiger.

## Levensloop
Na middelbare studies aan het Sint-Jozefscollege in Hasselt, promoveerde Verpoorten tot doctor in de rechten aan de Katholieke Universiteit Leuven. 
Tijdens de Eerste Wereldoorlog vocht hij in het Belgisch leger en werd zwaar gewond. Pas na de oorlog kon hij zijn stage aanvatten aan de balie van Antwerpen en zich vestigen als advocaat in Hasselt. Hij werd voorzitter van VOS Hasselt en van Invaliedenbond Hasselt.
In 1936 werd hij verkozen tot katholiek volksvertegenwoordiger voor het arrondissement Hasselt en vervulde dit mandaat tot in 1939. Nadien werd hij vrederechter.